# Philibert et Marguerite
Philibert et Marguerite est une sculpture réalisée par Richard Serra en 1985. L'œuvre réalisée à la suite d'une commande publique est exposée dans le second des trois cloîtres du monastère royal de Brou permettant l'accès au musée municipal de Bourg-en-Bresse. Le nom de l'œuvre fait référence à Marguerite d'Autriche qui est à l'origine de la création du monastère royal, destiné à accueillir le corps de son défunt mari Philibert II de Savoie.
Son numéro d'inventaire FNAC est le 10 474 (1 et 2).

## Description
La sculpture en acier forgé est composée de deux blocs parallélépipédiques placés de part et d'autre de la galerie. Les deux blocs ont les dimensions respectives suivantes : 140 cm X 140 cm X 14 cm et 123,8 cm X 123,8 cm X 34 cm. Les deux blocs représentent respectivement Marguerite d'Autriche et Philibert II de Savoie.